# Peinture (Le Cheval de cirque)
Pour les articles homonymes, voir Peinture.
Peinture (Le Cheval de cirque) est un tableau réalisé par le peintre espagnol Joan Miró en 1927. Exécuté à l'huile et au crayon sur toile de jute, il représente un cheval de cirque. Il est conservé au sein des collections de l'Hirshhorn Museum and Sculpture Garden, à Washington.

## Expositions
- Miró : La couleur de mes rêves, Grand Palais, Paris, 2018-2019 — n°33.